# 天保曆 (中國)
天保曆是中国古代曆法，北齊散騎侍郎宋景業制订。
齊文宣帝天保元年（550年）編撰齊历，规定1太陽年={\displaystyle 365{\frac {5787}{23660}}}=365.24459日（歲實）、1朔望月={\displaystyle 29{\frac {155272}{292635}}}日=29.53059955...日（朔策）。一近月點為{\displaystyle 29{\frac {162261}{292635}}}日=29.554483日，一交點月缺，《天保曆》從天保元年施用至齊幼主承光元年（577年），共二十八年。